# NX Velorum
NX Velorum eller HD 73882, är en dubbelstjärna i den norra delen av stjärnbilden Seglet. Den har en högsta skenbar magnitud av ca 7,19 och kräver en kraftig handkikare eller ett mindre teleskop för att kunna observeras. Baserat på parallax enligt Gaia Data Release 3 på ca 1,34 mas, beräknas den befinna sig på ett avstånd på ca 2 400 ljusår (750 parsek) från solen. Den rör sig bort från solen med en heliocentrisk radialhastighet på ca 21 km/s. Stjärnan ingår i den öppna stjärnhopen Ruprescht 64.

## Egenskaper
NX Velorum är en visuell dubbelstjärna med komponenterna åtskilda av 0,6 bågsekund och en kombinerad spektralklass av O8, men spektraltypen för de enskilda komponenterna är inte kända. Den observerade kombinerade spektraltypen anges på olika sätt som O8.5V, O9III eller O8.5IV. En av stjärnorna är en förmörkelsevariabel. Variabilitetsperioden är listad som både 2,9199 dygn och 20,6 dygn, möjligen på grund av att följeslagaren är en spektroskopisk dubbelstjärna.

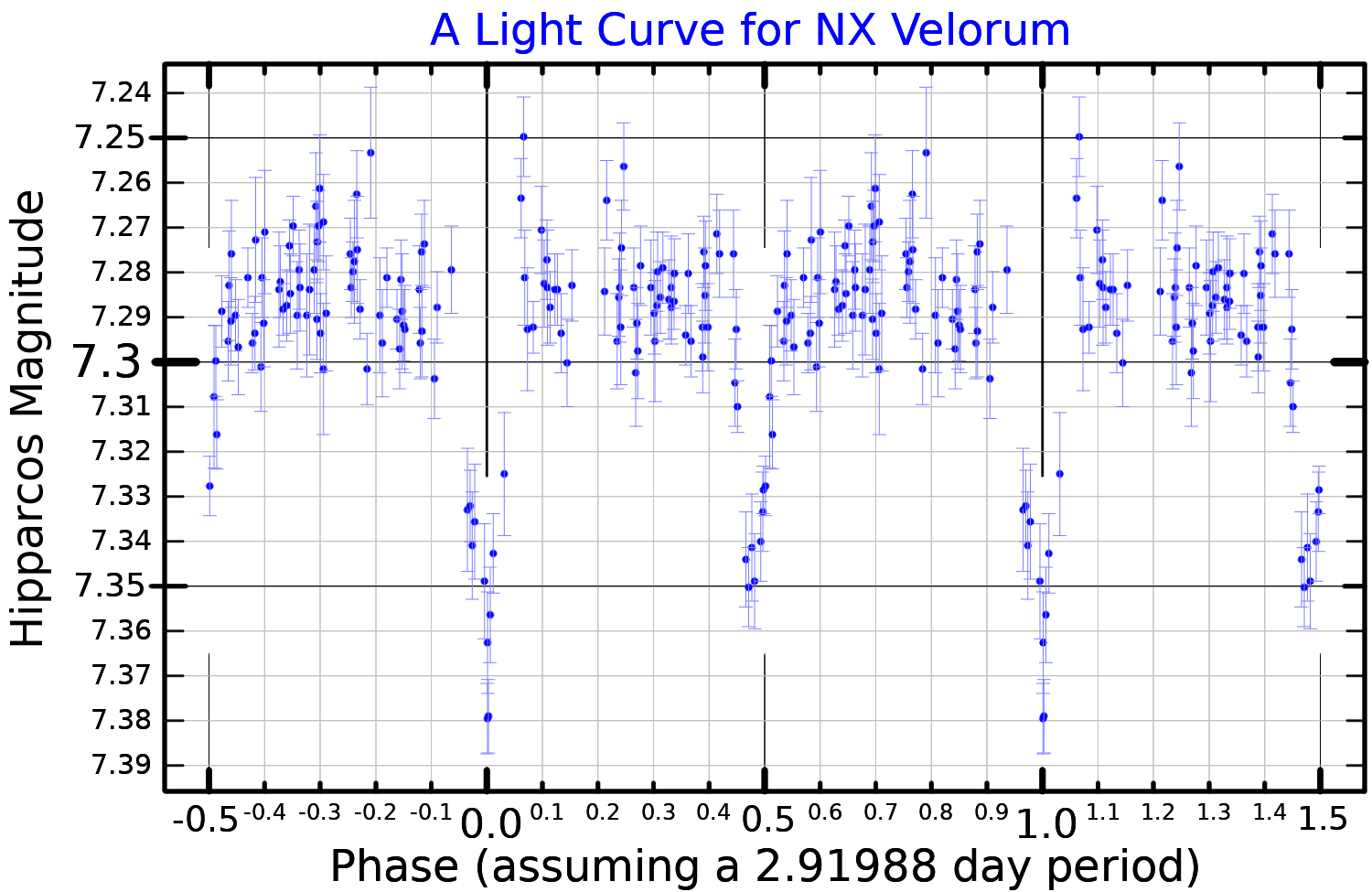
Ljuskurva för NX Velorum, anpassad från Hipparcos-data.

Den skenbara magnituden för de synliga komponenterna NX Velorum A och B är 7,8 respektive 8,8. Primärstjärnan A antas vara den förmörkande dubbelstjärnan. Den visar förmörkelser med en period av 1,5 dygn men det tros finnas både primära och sekundära minima med den faktiska omloppsperioden på 2,92 dygn. Ytterligare variationer i radiell hastighet med en period av 20,6 dygn har också hittats, vilket tyder på att en av komponenterna är en spektroskopisk dubbelstjärna.

## Omgivande nebulos
Stjärnsystemet, som ligger bakom Vela Supernova-resten, är skymd av den genomskinliga nebulosan Gum 14 it, som ligger nära Vela Molecular Ridge-nebulosorna. Nebulosan är upplyst av stjärnsystemet och har troligen en nära fysisk förbindelse med detta, tillsammans med ljusare reflektionsnebulosa NGC 2626. Nebulosorna är rika på väte (inklusive deutererat väte) och innehåller även detekterbara mängder natrium, kolmonoxid, och andra kolföreningar, som polycykliska aromatiska kolväten, och tioler. Nebulosan förbunden med NX Velorum är en av de få som har emission av föreningar som innehåller tre kolatomer. Nebulosan har ovanligt låg nivå av syre jämfört med det genomsnittliga interstellära mediet.